# U-Bahnhof Vingst
Der U-Bahnhof Vingst ist eine Station der Linie 9 der Kölner Stadtbahn. Dieser wurde als zweigleisige Tunnelstation 1981 eröffnet und ist Teil des Deutz-Kalker-Tunnels.
Anders als die meisten anderen U-Bahn-Stationen Kölns hat diese Station keine Verteilerebene.

## Lage
Der Bahnhof liegt im Kölner Stadtteil Vingst unter der Kuthstraße. Er wird von der KVB mit dem internen Kürzel VGT bezeichnet.
Die Linie 9 führt von Vingst aus in östlicher Richtung über Ostheim nach Rath/Heumar (Endhaltestelle Königsforst), in westlicher Richtung über Kalk, Deutz, die Deutzer Brücke, den Neumarkt und die Universität nach Sülz (Endhaltestelle Sülz Hermeskeiler Platz).
Die Station wird auch von den Buslinien 153 und 179 angebunden. Die Linie 153 führt in nördlicher Richtung über Mülheim nach Stammheim, in südlicher Richtung über Humboldt/Gremberg nach Deutz. Die Linie 179 fährt in östlicher Richtung nach Neubrück, westlich über Kalk bis Deutz. 

## Geschichte
Wie alle anderen Stationen des Deutz-Kalker Tunnels befand sich die Station früher an der Oberfläche. Früher gab es neben dieser Station mit der Station Homarstraße noch einen zweiten Halt in Vingst. Mit dem Bau des Deutz-Kalker Tunnels Anfang der 1980er Jahre wurde diese Haltestelle jedoch aufgegeben, da sie wegen der wichtigeren U-Bahn-Station als obsolet galt. Die U-Bahn-Station wurde 1981 eröffnet. Zwischen 1970 und 1994 wurde die Station von den damaligen Stadtbahn-Linien 2 (Ostheim-Frechen) und 9 (Königsforst-Chorweiler) bedient. Die Linie 2 führte bis September 1994 durch den Deutz-Kalker Tunnel und diese Haltestelle. Seit 1994 hält nur noch die Linie 9 in Vingst.
Der U-Bahnhof ist mit grünen Fliesen gekachelt, die beiden Gleise zwischen den beiden Seitenbahnsteigen werden durch einen Zaun, der offensichtlich das Überqueren der Gleise verhindern soll, und rote Säulen, die zur Stabilisierung dienen, getrennt. Damit ist er den anderen Bahnhöfen in Köln, die zu dieser Zeit erbaut wurden, sehr ähnlich.
Die Station ist sehr schlicht und ohne Verteilerebene ausgelegt.
Die beiden Seitenbahnsteige haben eine niedrige Höhe von 35 cm über der Schienenoberkante. Allerdings plante die KVB bereits beim Bau eine spätere Erhöhung auf 90 cm, da in den 1980er Jahren geplant war, die klassischen Duewag-Gelenkwagen durch Stadtbahnwagen B zu ersetzen und somit das ganze Netz auf Hochflur umzustellen. Dieser Plan wurde aber für diese Strecken verworfen. Daher blieb es bei den niedrigen Bahnsteighöhen. Aus diesem Grund muss man von den Rolltreppen noch drei Stufen herab steigen, um auf Bahnsteigniveau zu kommen.

### Barrierefreiheit
Der Bahnhof wurde ohne Aufzüge gebaut. Allerdings setzen sich die Vingster Bürger seit Anfang der 1990er Jahre für eine Nachrüstung ein.
Die Stadt Köln setzte 2014 den Vorschlag um und baute etwas später Rampen ein, die das 55 cm höhere Podest mit dem Bahnsteig verbinden sollen, ähnlich wie bei der Haltestelle Kalk Kapelle.
Die Aufzüge sollten eigentlich 2016 fertiggestellt werden, allerdings verzögerte sich der Bau, so wurde die geplante  Fertigstellung zunächst auf den Herbst 2019, anschließend  auf Ende 2020 und daraufhin auf den Herbst 2021  verschoben. Die Inbetriebnahme erfolgte dann schließlich im April 2022. Zusätzlich wurde das Dach durch eine moderne Glaskonstruktion ersetzt. 
Im Dezember 2017 wurde als Übergangslösung die Buslinie 193 in Betrieb genommen. Diese verkehrte bis 2022 zwischen Vingst und Kalk und band die Bürger vorerst an die barrierefreie Station Kalk Kapelle an.
| Linie | Linienverlauf | Takt   |
| ----- | --- | ------ |
| 9     | Sülz – Zülpicher Straße/Gürtel – Universität – Dasselstraße/Bahnhof Süd – Zülpicher Platz – Neumarkt – Heumarkt – U Bf. Deutz/Messe – U Deutz Technische Hochschule – U Kalk Post – U Kalk Kapelle – U Vingst – Ostheim – Rath/Heumar – Königsforst | 10 min |